# Палладийртуть
Палладийртуть — бинарное неорганическое соединение, интерметаллид палладия и ртути с формулой HgPd, кристаллы.

## Получение
- В природе существует минерал потарит[нем.], самородный интерметаллид HgPd.
- Сплавление стехиометрических количеств чистых веществ:

{\displaystyle {\mathsf {Pd+Hg\ {\xrightarrow {500^{o}C}}\ HgPd}}}

## Физические свойства
Палладийртуть образует кристаллы тетрагональной сингонии, пространственная группа P 4/mmm, параметры ячейки a = 0,4285 нм, c = 0,3692 нм, Z = 2, d = 14,88 г/см3, структура типа медьзолота AuCu.
Соединение образуется при перитектической реакции при температуре >510°С.